# Hrvatska pošta
HP-Hrvatska pošta d.d. jest dioničko društvo u vlasništvu Republike Hrvatske koje obavlja poštanski i platni promet. Nacionalni je poštanski operator Republike Hrvatske te ima vodeću poziciju na tržištu poštanskih usluga u zemlji, a za svoje poslovanje osvojila je i niz nagrada. Kao sadašnje dioničko društvo osnovana je 1999. godine.
S 1016 poštanskih ureda i 300 paketomata Hrvatske pošta je jedna od najvećih uslužno-maloprodajnih mreža u zemlji. Uz poštanske i logističke usluge, nudi i financijske usluge te usluge maloprodaje, na cijelom teritoriju Hrvatske. Jedna je od suosnivača i punopravna članica Udruge javnih europskih poštanskih operatora (PostEurop), a Republika Hrvatska članica je Svjetske poštanske unije (UPU).
Hrvatska pošta također izdaje poštanske marke Republike Hrvatske.

## Imena kroz povijest
- Vrhovno hrvatsko-slavonsko upraviteljstvo pošta (1848. − 1919.)[6]
- Hrvatska direkcija Pošte, telegrafa i telefona (1919. − 1945.)[6]
- PTT-promet RH (1945. − 1990.)[6]
- Hrvatska pošta i telekomunikacije (HPT) (1990. − 1999.)[6]
- Hrvatska pošta (HP) (1999. − danas)[6]

## Povijest

### Osnivanje
Odlukom bana Josipa Jelačića i Banskoga vijeća 1848. osnovana je prva nacionalna poštanska uprava u Hrvatskoj, sa sjedištem u Zagrebu, pod nazivom Vrhovno hrvatsko-slavonsko upraviteljstvo pošta, s ciljem da u poštanskome prometu ujedini cjelokupno područje Trojedne kraljevine. Smjestila se u nekadašnjem samostanu klarisa u Opatičkoj ulici (danas Muzej grada Zagreba), gdje se od 1831. nalazio prvi državni poštanski ured. Ubrzo nakon osnutka upraviteljstva, u Banske dvore dovedena je telegrafska žica, te je Zagreb spojen na brzojavnu mrežu s Bečom. Odande je banski namjesnik Mirko Lentunaj 28. rujna 1850. poslao prvi brzojav (»telegraf je u redu«) banu Josipu Jelačiću koji se zatekao na službenom putu u Beču. Stalno povećanje poštanskoga prometa nametnulo je potrebu izgradnje nove poštanske zgrade. Prva državna zgrada podignuta je 1901. uz Glavni kolodvor, a prva poštanska zgrada u Hrvatskoj izgrađena je 1904. u Jurišićevoj ulici u Zagrebu. Građevinske radove izveli su zagrebački obrtnici (Greiner i Warroing) te neka ugarska poduzeća. Tijekom prve polovice 20 st. obavljeno je nekoliko adaptacija i rekonstrukcija, a 1958. zgrada je dobila današnji izgled.
U daljnjem razvoju pošte nije bilo većih promjena sve do osnutka Kraljevine SHS 1918. Ministarstvo pošta i telegrafa Kraljevine SHS započelo je 1919. s radom u Beogradu, a državni teritorij bio je podijeljen na devet poštansko-telegrafskih direkcija. Sjedište hrvatske direkcije bilo je u Zagrebu. Do početka Drugog svjetskog rata provedeno je nekoliko reorganizacija u prometu Pošte, telegrafa i telefona (PTT). Godine 1929. ukinuto je Ministarstvo pošta, telegrafa i telefona Kraljevine SHS, a PTT-promet došao je pod upravu Ministarstva građevina; od 1930. bio je pod upravom Ministarstva prometa, a 1935. ponovno je uspostavljeno Ministarstvo pošta, telegrafa i telefona. Tada je donesena i nova Uredba o organizaciji Ministarstva pošta, telegrafa i telefona, koja je osim nove organizacijske sheme donijela i propisani ograničen broj osoba za prijam u službu (numerus clausus). Prema toj uredbi, u PTT-struci nisu mogle raditi fakultetski obrazovane žene, s nižom stručnom spremom moglo je biti 30% ukupnog broja zaposlenih radnika, a sa srednjom stručnom spremom do 25%.

### Razdoblje od kraja Drugog svjetskog rata do osamostaljenja Hrvatske
Odlukom Nacionalnoga komiteta oslobođenja Jugoslavije u sastavu Povjereništva za saobraćaj 1944. utemeljena je Glavna uprava PTT-a u Beogradu, a 1945. privremena vlada Demokratske Federativne Jugoslavije osnovala je Savezno ministarstvo PTT-a s područnim direkcijama. Ministarstvo je 1947. osnovalo Glavnu direkciju pošta i Glavnu direkciju telegrafa i telefona. Godine 1949. uspostavljena je Glavna direkcija PTT-a s direkcijama u Beogradu, Zagrebu, Splitu, Novome Sadu, Ljubljani, Sarajevu, Skoplju i Cetinju. Direkcija PTT-a Zagreb obuhvaćala je područje cijele kontinentalne Hrvatske, a Direkcija PTT-a Split područje Dalmacije. Tijekom 1950-ih započeo je ubrzani razvoj PTT-sustava, koji je prije svega uključivao izgradnju novih poštanskih objekata te modernizaciju prijevoznih sredstava.
Godine 1971. u SFRJ je uvedeno korištenje poštanskoga broja na svim pošiljkama i žigovima, što je imalo višestruke prednosti, primjerice brže i jednostavnije dijeljenje i usmjeravanje pošiljaka. Nagli razvoj telefonije u prvoj polovici 1980-ih doveo je do stagnacije obujma poštanskih usluga, koji je od tada u stalnom padu.

### Razdoblje od osamostaljenja Hrvatske
Sabor RH utemeljio je 1990. javno poduzeće Hrvatsku poštu i telekomunikacije (HPT), s osnovnom djelatnošću obavljanja poštanskih i telekomunikacijskih usluga. Poduzeće je bilo pravni sljednik bivših 13 poduzeća PTT-prometa u Hrvatskoj te je preuzelo njihova prava i obveze. Sastojalo se od Zajedničkih službi (Ured direktora, Sektor gospodarskih poslova, Sektor pravnih, kadrovskih i općih poslova, Služba unutarnje kontrole i revizije) te Direkcije pošta i Direkcije telekomunikacija, koje su bile posebno organizirane zbog organizacijskog i tehnološkog odvajanja poslova poštanskoga i telekomunikacijskoga sustava. HPT je 1990. imao 1094 pošte, s 2153 šaltera, 5730 poštanskih kovčežića i 3744 dostavna područja.
S obzirom na različitost djelatnosti i tada već tehnološki odvojenoga funkcioniranja Direkcije pošta i Direkcije telekomunikacija, a u skladu sa svjetskim trendovima, 1999. HPT se razdvojio na HP – Hrvatsku poštu i HT – Hrvatske telekomunikacije (od 2010. Hrvatski Telekom) te od tada Hrvatska pošta posluje kao samostalno dioničko društvo, nastavljajući tradiciju i razvojni kontinuitet poštanske djelatnosti na području RH.
Hrvatska pošta je 1. srpnja 2019. postala članica International Post Corporationa (IPC), međunarodne organizacije koja okuplja vodeće poštanske operatore Europe, Sjeverne Amerike i Australije. Da bi se postalo članom IPC-a, treba ispuniti stroge kriterije - od zadanog visokog postotka uručenja pošiljaka i kvalitete do dobrih financijskih rezultata.
U listopadu 2019. Hrvatska pošta preuzela je tvrtku Locodels koja je specijalizirana za gradsku dostavu istog dana.  
Početkom 2020. godine Hrvatska pošta je uspješno testirala mogućnosti dostave dronom od zadarske luke Gaženica do Preka na otoku Ugljanu. Dio je to pilot-projekta s hrvatskom tvrtkom AIR-RMLD koja se bavi razvojem komercijalnih i industrijskih usluga korištenjem bespilotnih letjelica. Nova će testiranja pokazati mogućnosti korištenja drona u dostavi pisama i paketa između poštanskih ureda te ukazati na potrebe Hrvatske pošte za ovakvom vrstom tehnologije.
Od 8. rujna 2023. sjedište Hrvatske pošte je nakon 120 godina premješteno iz Zagreba u Veliku Goricu gdje je izgrađen suvremeni objekat. 

### Nova infrastruktura
U svibnju 2017., polaganjem kamena temeljca, počela je gradnja 350 milijuna kuna vrijednog Novog sortirnog centra u Velikoj Gorici. Novi sortirni centar svečano je otvoren u rujnu 2019. i najveća je investicija u povijesti Hrvatske pošte. Ukupna površina objekta iznosi 32 000 četvornih metara, dok se hortikulturno uređene površine prostiru na 16 000 četvornih metara.
U kompleksu radi više od 1500 radnika (sortirnica, poštanska i paketna logistika, prijevoz i vozni park, IT i podatkovni centar, podrška poslovanju). Visoko regalno skladište ima kapacitet 8000 paletnih mjesta te je ukupne nosivosti 6400 tona. Kapacitet stroja za automatsku razradu paketa je 15 000 pošiljaka po satu, mase paketa od 100 grama do 30 kilograma. Šest strojeva za automatsko sortiranje pošiljaka pomaže u sortiranju pismovnih pošiljaka regularnih veličina. Brzinom od 230 000 pošiljaka na sat i s iznimnom točnošću strojevi za automatsko sortiranje pošiljaka osiguravaju pravovremenu dostavu na adrese korisnika. Pet strojeva nalazi se u Novom sortirnom centru, dok je jedan stroj za sortiranje pošiljaka instaliran u Splitu. Stroj za pismovne pošiljke razvrstava po područjima za dostavu brzinom od 45 000 omotnica na sat. 
U srpnju 2021. počela je gradnja poslovne zgrade uredske namjene čime je započela 2. faza gradnje Novog sortirnog centra kojom će se taj kompleks u cijelosti završiti. Ukupna brutopovršina nove poslovne zgrade je 6223 četvorna metra, a netopovršina 5600 četvornih metara. Objekt će imati prizemlje i četiri kata u kojima će biti uredski prostori, dvorane za sastanke te pomoćne i tehničke prostorije.
U industrijskoj zoni Bakar-Kukuljanovo u ožujku 2022. svečano je otvoren novi poslovni objekt Hrvatske pošte vrijedan 60 milijuna kuna. Na površini od 4200 četvornih metara nalaze se prostori za sortiranje, prijevoz i dostavu pošiljaka, distribucijski centar i radionice, a na novoj lokaciji radi više od 300 radnika Hrvatske pošte. Otvorenjem Poslovnog objekta Kukuljanovo završen je najveći investicijski ciklus u povijesti Hrvatske pošte vrijedan milijardu kuna, a Istarska županija i Primorsko-goranska županija dobile su jednu od četiriju najmodernijih točaka u mreži objekata za sortiranje u Hrvatskoj, koja još uključuje objekte u Zadru i Osijeku te Novi sortirni centar u Velikoj Gorici. 

### Kriptomarke
U rujnu 2020. Hrvatska pošta izdala je prvu hrvatsku kriptomarku. Kriptomarka se sastoji od fizičkog i digitalnog dijela. Fizički dio kriptomarke može se odlijepiti i koristiti za plaćanje poštarine, dok digitalni dio u obliku NFT-a (kriptografski zaštićena digitalna imovina) ostaje za korištenje na blockchainu. 
Prva hrvatska kriptomarka izdana je u pet kategorija s pet različitih motiva koji prikazuju prijevozna sredstva: kombi (60 000 primjeraka), vlak (25 000 primjeraka), brod (10 000 primjeraka), zrakoplov (4000 primjeraka) i dron (1000 primjeraka). Kriptomarka je osmišljena u suradnji s hrvatskom blockchain-zajednicom, a digitalni token Postereum izradila je hrvatska tvrtka Bitx. U paketu s fizičkom kriptomarkom su i svi podatci potrebni za aktivaciju ili prijenos digitalne kriptomarke. Za 16 sati prodano je svih 500 kriptomaraka koje su se mogle kupiti kriptovalutama.
Drugo izdanje kriptomarke, Kriptomarka 2, pušteno je u optjecaj u prosincu 2020. te je izdano u bloku s jednom samoljepljivom markom i otisnuto u nakladi od 30 000 primjeraka. Na marki se nalazi pet digitalnih motiva na temu prijenosa poštanskih pošiljaka kroz povijest: austrougarski listonoša, postiljon na konju, poštanska kočija, dostavljač brzojava na biciklu te poštar na mopedu.
Treća kriptomarka predstavljena je 9. rujna 2021. s motivom potpuno električnog hiperautomobila Rimac Nevera. Motiv Rimac Nevere pojavljuje se u pet različitih kategorija: zlatna Rimac Nevera u 2000 primjeraka, srebrna u 4000, brončana u 6000, siva u 8000 te plavozelena u 10 000 primjeraka, što čini ukupnu nakladu od 30 000 primjeraka. Prvih 1500 izdanih kriptomaraka koje su se mogle kupiti samo kriptovalutama rasprodano je za malo više od tri dana.
Četvrtka kriptomarka puštena je u optjecaj 20. prosinca 2022. Motiv na kriptomarki je hrvatski znanstvenik Nikola Tesla i njegov toranj za Svjetski bežični sustav. 

### Zeleno poslovanje i električna vozila
Hrvatska pošta u voznom parku trenutačno ima više od 420 električnih vozila koja uključuju kombije, osobna vozila, bicikle, četverocikle i mopede.[nedostaje izvor] Hrvatska pošta razvija vlastitu mrežu punionica za električna vozila. Više od 75 punionica nalazi se u 18 gradova, od Osijeka do Dubrovnika čime su osigurani preduvjeti za širenje flote električnih vozila diljem Hrvatske. 
Hrvatska pošta je u svibnju 2023. postavila 300. paketomat čime je dovršena mreža poštanskog zelenog dostavnog kanala. Paketomati povećavaju postotak uručenja u prvom pokušaju, a dostavna vozila moraju obilaziti manje lokacija te smanjuju opterećenje prometnica i emisije štetnih plinova. Paketomati su danas dostupni diljem Hrvatske, uključujući i otoke Korčulu, Hvar, Brač, Pag, Vir, Krk i Lošinj, a nalaze se na frekventnim i lako dostupnim lokacijama.  

## Ustroj
Hrvatska pošta organizacijskim ustrojem podijeljena je na šest regija.
Regije se sastoje od služba dostave po područjima, službi upravljanja mrežom poštanskih ureda po područjima, odjela prijevoza po područjima te područjima održavanja i čišćenja. Osnovni poslovi regija 1-6 obuhvaćaju izrađivanje strateškog plana razvoja regije, predlaganje, upravljanje i implementaciju razvojnih projekata iz svojeg djelokruga rada, uvođenje novih tehnologija i standardiziranje opreme i sredstava za obavljanje poštanskih usluga u svim tehnološkim fazama, kao i predlaganje unaprjeđenja u poslovanju.

## Usluge

### Poštanske usluge
Hrvatska pošta je nacionalni poštanski operator, a poštanske usluge koje nudi obuhvaćaju prijam, usmjeravanje, prijenos i uručenje poštanskih pošiljaka u unutarnjem i međunarodnom prometu. Univerzalne poštanske usluge pružaju se na cijelom teritoriju Republike Hrvatske i svim korisnicima pod istim uvjetima. Uz univerzalne usluge Hrvatska pošta pruža i brojne druge poštanske usluge: prijam, usmjeravanje, zadržavanja, prijenos i uručenje izravne pošte, tiskanica (knjige i tisak), paketa, pošiljaka s plaćenim odgovorom (IBRS/CCRI pošiljaka), pošiljaka ubrzane pošte (EMS) te pošiljaka s dodanom vrijednosti: Paket24, poslovni paket i e-paket.

### ePošta
ePošta je usluga kojom Hrvatska pošta svojim korisnicima omogućuje obavljanje niza usluga elektroničkim putem. Servis ePošta omogućuje primanje i slanje pisama, poruka i dokumenata (uključujući i račune) u elektroničkom obliku, plaćanje računa kreditnim i debitnim karticama, bez obzira jesu li stigli putem servisa ili na kućnu adresu i spremanje dokumenata u sigurnu arhivu dostupnu od svuda i uvijek. Nakon prijave u servis ePošta, koji koristi aktualne sigurnosne standarde temeljene na certifikatima, korisnicima je omogućeno sigurno i jednostavno upravljanje svojim dokumentima.
Pravnim osobama servis ePošta nudi jednostavniju i povoljniju komunikaciju s njihovim korisnicima. Servis ePošta usluga je Hrvatske pošte koja korisnicima omogućuje ugodnije i jednostavnije kreiranje, primanje te pregled i čuvanje pošte. Svi su dokumenti (računi, izvodi, obavijesti i dr.) na jednom mjestu te im korisnik može pristupiti s bilo kojeg računala.
ePoštu možete koristiti za:
slanje poslovnog eRačuna,
slanje eRačuna prema građanima
primanje računa,
primanje dokumenata, pisama i poruka te
slanje pisama i poruka.

### Banka u pošti
Banka u Pošti zajednički je projekt Hrvatske poštanske banke i Hrvatske pošte. U sklopu projekta privatnim i poslovnim korisnicima u poštanskim uredima diljem Hrvatske pružaju se bankarske usluge Hrvatske poštanske banke. Od prosinca 2020. poslovni korisnici (privatne tvrtke, mali i srednji poduzetnici, lokalna uprava i samouprava) u gotovo 1000 poštanskih ureda mogu otvoriti poslovni račun HPB-a, obaviti nacionalni platni promet u kunama, ugovoriti internetsko i mobilno bankarstvo, depozit, kartice i ostale bankarske usluge. 

### Žuti klik
Žuti klik je internetska trgovina Hrvatske pošte s bogatim asortimanom kvalitetnih proizvoda koji su podijeljeni u 14 kategorija. Žuti klik ima jednu od najraznovrsnijih ponuda domaćih prehrambenih proizvoda lokalnih OPG-ova iz cijele Hrvatske koje nudi u kategoriji “Klikni na domaće – proizvodi hrvatskog sela.” 

### Paket24
Usluga Paket24 je usluga brze dostave Hrvatske pošte koja ravnomjerno pokriva cijeli teritorij Republike Hrvatske i jamči uručenje pošiljaka idući dan u više od 200 mjesta. 

### Locodels
Locodels je tvrtka u vlasništvu Hrvatske pošte koja pruža uslugu gradske dostave istog dana. Locodels uslugu istodnevne dostave pruža u suradnji s internetskim trgovinama u svim većim hrvatskim gradovima.

### ePreporuka
ePreporuka je kvalificirana usluga elektroničke preporučene dostave i dostupna je u sklopu servisa ePošta. Aktiviranjem nove usluge sve fizičke i pravne osobe mogu primati i slati preporučene pošiljke digitalnim putem. ePreporuka ima isti pravni učinak kao i dostava preporučene pošiljke na fizičku adresu. 

### Financijske usluge
U poštanskim uredima Hrvatska pošta nudi različite financijske usluge poput prijenosa gotovog novca, plaćanja računa, podizanja gotovine, mjenjačnice. Može se ugovoriti i štednja te police osiguranja.

### Mjenjačnica za kriptovalute
U prosincu 2019. usluga otkupa kriptovaluta uvedena je u 55 poštanskih ureda u svim županijama u kojima strani i domaći korisnici mogu kriptovalute promijeniti u kune. U listopadu 2021. usluga je proširena i na prodaju kriptovaluta.
U poštanskim uredima može se poslovati s najčešće korištenim kriptovalutama, a popis trenutačno dostupnih, tečajnu listu i popis poštanskih ureda u kojima je usluga dostupna mogu se provjeriti na internetskoj stranici https://kripto.posta.hr/.

### Maloprodaja
U poštanskim uredima dostupan je različit maloprodajni asortiman poput čestitaka i razglednica, knjiga, tehničke robe, igračaka, a postoji i mogućnost kataloškog naručivanja robe.

### Filatelija
Hrvatska pošta od 1991. godine izdaje poštanske marke Republike Hrvatske. Prva redovita poštanska marka, Zračna pošta Zagreb-Dubrovnik, izdana je 9. rujna 1991. godine, a prva prigodna poštanska marka izdana je 10. prosinca 1991. godine u povodu proglašenja neovisnosti Republike Hrvatske. Od tada je Hrvatska pošta u 30 godina izdala 1360 poštanskih maraka (rujan 2021.) širokog raspona tema i motiva. Poštanske marke koje je izdala Hrvatska pošta osvojile su i brojne međunarodne nagrade.

## Paketomati
U travnju 2021. Hrvatska pošta počela je postavljati paketomate i tako otvorila novi dostavni kanal. Paketomati su automatizirani uređaji s pretincima različitih dimenzija u kojima korisnici mogu beskontaktno preuzeti i poslati pošiljku te vratiti robu kupljenu u e-trgovinama. 
Paketomati su postavljeni na frekventnim i lako pristupačnim lokacijama, a dostupni su svaki dan u tjednu, od 0 do 24 sata. Za dostavu i otpremu pošiljaka s paketomata brine se Paket24, usluga brze paketne dostave Hrvatske pošte. 

### Popis paketomata Hrvatske pošte
| Šifra | Naziv paketomata                 | Naziv ulice                        | Broj | Naziv PU           |
| ----- | -------------------------------- | ---------------------------------- | ---- | ------------------ |
| 61002 | City Center One East             | Slavonska avenija                  | 11d  | Zagreb             |
| 61005 | Studentski centar Savska         | Savska cesta                       | 25   | Zagreb             |
| 61010 | Green Gold                       | Radnička cesta                     | 42   | Zagreb             |
| 61014 | Supernova Centar Cvjetni         | Trg Petra Preradovića              | 6    | Zagreb             |
| 61100 | Pošta Branimirova                | Ulica kneza Branimira              | 4    | Zagreb             |
| 61023 | Autobusni kolodvor Zagreb        | Avenija Marina Držića              | 4    | Zagreb             |
| 61024 | Petrol Resnik                    | Čulinečka cesta                    | 255  | Zagreb             |
| 61021 | Pevex Črnomerec                  | Prilaz Baruna Filipovića           | 42   | Zagreb             |
| 61033 | Tržnica Savica                   | Lastovska ulica                    | 2a   | Zagreb             |
| 61032 | Tržnica Kustošija                | Ilica                              | 298  | Zagreb             |
| 61036 | Tržnica Volovčica                | Trg Volovčica                      | 1    | Zagreb             |
| 61025 | Petrol Slavonska                 | Slavonska avenija                  | 51   | Zagreb             |
| 61041 | Lidl Selska                      | Zadarska                           | 79   | Zagreb             |
| 61040 | Pevex Žitnjak                    | Grada Gospića                      | 1    | Zagreb             |
| 61045 | Pošta Špansko                    | Trg Ivana Kukuljevića              | 5    | Zagreb             |
| 61044 | Mamutica                         | Božidara Magovca                   | 31   | Zagreb-Sloboština  |
| 61015 | Supernova Buzin                  | Većeslava Holjevca                 | 62   | Zagreb-Sloboština  |
| 61003 | Lidl Sloboština                  | Oreškovićeva                       | 3c   | Zagreb-Sloboština  |
| 61007 | Studentski centar Cvjetno        | Odranska                           | 8    | Zagreb-Novi Zagreb |
| 61013 | Lukoil Remetinec                 | Remetinečka cesta                  | 100a | Zagreb-Novi Zagreb |
| 61035 | Tržnica Trnsko                   | Trnsko                             | 32d  | Zagreb-Novi Zagreb |
| 61034 | Tržnica Savski Gaj               | Prekratova ulica                   | 4    | Zagreb-Novi Zagreb |
| 61026 | Tržnica Botinec                  | Ulica Baščanske ploče              | 5    | Zagreb-Novi Zagreb |
| 61028 | Tržnica Dubrava                  | Cerska ulica                       | 1a   | Zagreb-Dubrava     |
| 61027 | Tržnica Dubec                    | Dubečka                            | 2    | Zagreb-Dubrava     |
| 61017 | INA Dubrava                      | Dankovečka ulica                   | 2    | Zagreb-Dubrava     |
| 61004 | Lidl Dubrava                     | Risnjačka                          | 1    | Zagreb-Dubrava     |
| 61011 | Supernova Garden Mall            | Kolakova                           | 14   | Zagreb-Dubrava     |
| 61042 | Lidl Retkovec                    | Aleja Javora                       | 3    | Zagreb-Dubrava     |
| 61049 | Interspar Retkovec               | Ulica kneza Branimira              | 181  | Zagreb-Dubrava     |
| 61043 | Lidl Oranice                     | Oranički odvojak VI                | 1    | Zagreb-Susedgrad   |
| 61022 | Pošta Malešnica                  | Ulica Ante Topić Mimare            | 3a   | Zagreb-Susedgrad   |
| 61006 | King Cross                       | Velimira Škorpika                  | 34   | Zagreb-Susedgrad   |
| 61020 | Kaufland Jankomir                | Ulica Antuna Šoljana               | 43   | Zagreb-Susedgrad   |
| 61016 | INA Gajnice                      | Aleja Grada Bologne                | 68   | Zagreb-Susedgrad   |
| 61029 | Tržnica Gajnice                  | Gajnice                            | 32   | Zagreb-Susedgrad   |
| 61038 | City Center One West             | Jankomir                           | 33   | Zagreb-Susedgrad   |
| 61019 | INA Rudeš                        | Zagrebačka cesta                   | 203  | Zagreb-Susedgrad   |
| 61030 | Tržnica Jarun                    | Pakoštanska ulica                  | 6    | Zagreb             |
| 61008 | Studentski dom S. Radić          | Jarunska                           | 2    | Zagreb             |
| 61018 | INA Trešnjevka                   | Nova cesta                         | 102  | Zagreb             |
| 61047 | Studentski dom Dr.Ante Starčević | Zagrebačka avenija                 | 2    | Zagreb             |
| 61048 | Studentski dom Lašćina           | Lašćinska cesta                    | 32   | Zagreb             |
| 61037 | Gradska plinara Zagreb           | Radnička cesta                     | 1    | Zagreb             |
| 61039 | Lidl Svetice                     | Donje Svetice                      | 46   | Zagreb             |
| 61012 | Lukoil Žitnjak                   | Radnička cesta                     | 212a | Zagreb             |
| 61290 | Pošta Zaprešić                   | Drage Švajcara                     | 5    | Zaprešić           |
| 61009 | WestGate                         | Zaprešićka                         | 2    | Zaprešić           |
| 61291 | Petrol Zaprešić                  | Avenija hrvatskih branitelja       | 4    | Zaprešić           |
| 61031 | Pošta Ivanić-Grad                | Moslavačka                         | 14   | Ivanić-Grad        |
| 61360 | Pošta Sesvete                    | Varaždinska cesta                  | 1    | Sesvete            |
| 61362 | Lidl Novi Jelkovec               | Ulica 144. brigade Hrvatske vojske | 1    | Sesvete            |
| 61361 | Lidl Sesvete                     | Kobiljačka cesta                   | 54   | Sesvete-Kraljevec  |
| 61370 | Pošta D. Selo                    | Josipa Zorića                      | 26   | Dugo Selo          |
| 61001 | Pošta NSC                        | Poštanska                          | 9    | Velika Gorica      |
| 61410 | Lidl Velika Gorica               | Ljudevita Posavskog                | 55   | Velika Gorica      |
| 61450 | Pošta Jastrebarsko               | Kralja Tomislava                   | 2    | Jastrebarsko       |
| 62002 | Parking Lapad                    | Kralja Tomislava                   | 7    | Dubrovnik          |
| 62003 | INA Dubrovnik                    | Vladimira Nazora                   | 2C   | Dubrovnik          |
| 62020 | Pevex Dubrovnik                  | Tomislava Macana                   | 12   | Mlini              |
| 62026 | Parking Korčula                  | Ante Starčevića                    | 6    | Korčula            |
| 62034 | Lidl Ploče                       | Crna Rika                          | 7    | Ploče              |
| 62035 | Pošta Metković                   | Ante Starčevića                    | 7    | Metković           |
| 62101 | Pošta Split                      | Hercegovačka                       | 1    | Split              |
| 62104 | Lukoil Poljud                    | Put Supavla                        | 10   | Split              |
| 62103 | Sirobuja                         | Mandićeva                          | 72   | Split              |
| 62102 | City Center One Split            | Vukovarska                         | 207  | Split              |
| 62108 | Kaufland Split                   | Ulica 114. Brigade Hrvatske vojske | 6    | Split              |
| 62105 | INA Sućidar                      | Vinkovačka                         | 15   | Split              |
| 62106 | INA Visoka sjever                | Kralja Držislava                   | 5a   | Split              |
| 62121 | Mercator Solin                   | Matoševa                           | 10   | Solin              |
| 62123 | Petrol Kaštela                   | Cesta Pape Ivana Pavla II          | 321  | Kaštel Štafilić    |
| 62122 | INA Trogir                       | Kneza Trpimira                     | 40   | Trogir             |
| 62131 | INA Omiš                         | Vukovarska                         | 5    | Omiš               |
| 62109 | Petrićevo                        | Mile Gojsalić                      | 4    | Podstrana          |
| 62140 | Lidl Supetar                     | Žedno-Drage                        | 15   | Supetar            |
| 62205 | City Life                        | Ante Šupuka                        | 10   | Šibenik            |
| 62204 | Plodine Škorpikova               | Velimira Škorpika                  | 16   | Šibenik            |
| 62206 | Supernova Šibenik                | Put Vida                           | 6    | Šibenik            |
| 62221 | INA Vodice                       | Magistrala                         | 21   | Vodice             |
| 62230 | Lidl Knin                        | Seljačke bune                      | 1    | Knin               |
| 62307 | INA Zadar                        | Zagrebačka                         | 38   | Zadar              |
| 62309 | Pevex Zadar                      | 159. brigade                       | 6    | Zadar              |
| 62306 | Supernova Zadar                  | Akcije Maslenica                   | 1    | Zadar              |
| 62308 | Kaufland Zadar                   | Andrije Hebranga                   | 2    | Zadar              |
| 62305 | City Galleria                    | Polačišće                          | 4    | Zadar              |
| 62303 | Lidl Zadar                       | Benkovačka cesta                   | 2    | Zadar              |
| 62304 | Plodine Zadar                    | Put Cerodola                       | 1    | Zadar              |
| 62325 | Pošta Pag                        | Golija                             | 34   | Pag                |
| 63102 | Pošta Osijek centar              | Trg bana Josipa Jelačića           | 22   | Osijek             |
| 63103 | Pošta Osijek jug                 | Drinska                            | 4a   | Osijek             |
| 63104 | Lidl Osijek                      | Josipa Jurja Strossmayera          | 350  | Osijek             |
| 63105 | INA Osijek                       | Kralja Petra Svačića               | 65   | Osijek             |
| 63106 | Pevex Osijek                     | Kneza Trpimira                     | 24   | Osijek             |
| 63130 | Lidl Beli Manastir               | Kralja Tomislava                   | 48   | Beli Manastir      |
| 63140 | Petrol Đakovo                    | Nikole Tesle                       | 133a | Đakovo             |
| 63143 | Pošta Čepin                      | Kralja Zvonimira                   | 93c  | Čepin              |
| 63150 | Plodine Našice                   | Kralja Petra Krešimira IV          | 4b   | Našice             |
| 63154 | Lidl Donji Miholjac              | Vukovarska                         | 32   | Donji Miholjac     |
| 63155 | Petrol Valpovo                   | Bizovačka                          | 6    | Valpovo            |
| 63211 | INA Vinkovci                     | Hansa Dietricha Genschera          | 24   | Vinkovci           |
| 63210 | Pošta Vinkovci                   | Matije Antuna Reljkovića           | 7    | Vinkovci           |
| 63202 | Lidl Vukovar                     | Priljevo                           | 30a  | Vinkovci           |
| 63212 | Pošta Vinkovci 2                 | Trg kraljaTomislava                | 2    | Vinkovci           |
| 63301 | Pošta Virovitica                 | Tomaša Masaryka                    | 1    | Virovitica         |
| 63302 | Pevex Virovitica                 | Ulica Ote Horvata                  | 4    | Virovitica         |
| 63352 | Petrol Slatina                   | Braće Radića                       | 237a | Slatina            |
| 63402 | Pošta Požega                     | Kamenita vrata                     | 10   | Požega             |
| 63401 | Lidl Požega                      | Industrijska                       | 16a  | Požega             |
| 63502 | Lidl Sl. Brod                    | Osječka                            | 280c | Slavonski Brod     |
| 63503 | Pošta Sl. Brod                   | Trg Hrvatskog Proljeća             | 6    | Slavonski Brod     |
| 63504 | Supernova Colosseum              | Josipa Rimca                       | 7    | Slavonski Brod     |
| 63506 | Petrol Sl. Brod                  | Vinogradska cesta                  | 2a   | Slavonski Brod     |
| 63505 | Pevex Sl. Brod                   | Naselje Slavonija II               | 2D   | Slavonski Brod     |
| 63521 | Petrol Vrpolje                   | Hrvatskih branitelja               | 23   | Donji Andrijevci   |
| 63501 | Pošta N. Gradiška                | Trg Kralja Tomislava               | 11   | Nova Gradiška      |
| 64003 | Pevex Čakovec                    | Ulica Globetka                     | 2    | Čakovec            |
| 64002 | INA Čakovec                      | Ulica Zrinsko-Frankopanska         | 18   | Čakovec            |
| 64001 | Pošta Čakovec                    | Tome Masaryka                      | 28   | Čakovec            |
| 64004 | Lidl Čakovec                     | Ulica Stjepana Radića              | 31   | Čakovec            |
| 64204 | Pevex Varaždin                   | Pevex Varaždin                     | 60   | Varaždin           |
| 64205 | Petrol Varaždin                  | Ulica Braće Radić                  | 201  | Varaždin           |
| 64202 | Lidl Varaždin                    | Gospodarska                        | 54   | Varaždin           |
| 64203 | Supernova Varaždin               | Optujska                           | 171  | Varaždin           |
| 64301 | Lidl Bjelovar                    | Slavonska cesta                    | 12   | Bjelovar           |
| 64302 | Pevex Bjelovar                   | Andrije Hebranga                   | 2b   | Bjelovar           |
| 64303 | Pošta Bjelovar                   | Ljudevita Gaja                     | 2    | Bjelovar           |
| 64350 | Tržnica Daruvar                  | Kolodvorska ulica                  | 2    | Daruvar            |
| 64351 | Lidl Daruvar                     | Trg Križnog puta                   | 5    | Daruvar            |
| 64402 | Supernova Sisak East             | Ivana Fistrovića                   | 23   | Sisak              |
| 64401 | Lidl Sisak                       | Zagrebačka ulica                   | 49f  | Sisak              |
| 64425 | Petrol Sisak Mošćenica           | Ante Starčevića                    | 153  | Sisak              |
| 64403 | Pevex Sisak                      | Zagrebačka                         | 47   | Sisak              |
| 64433 | Pevex Kutina                     | Pevex Kutina                       | 1    | Kutina             |
| 64432 | Pošta Kutina                     | Trg kralja Tomislava               | 19   | Kutina             |
| 64434 | Lidl Novska                      | Zagrebačka ulica                   | 51   | Novska             |
| 64706 | Karlovčanka                      | Trg Milana Sufflaya                | 1    | Karlovac           |
| 64703 | Pošta Turanj                     | Braće Gojak                        | 2a   | Karlovac           |
| 64704 | Plodine Karlovac                 | Banija                             | 88   | Karlovac           |
| 64702 | Pošta Karlovac                   | Ivana Meštrovića                   | 8    | Karlovac           |
| 64705 | Pevex Karlovac                   | Antuna Mihanovića                  | 1a   | Karlovac           |
| 64803 | INA Koprivnica                   | Kolodvorska                        | 33   | Koprivnica         |
| 64802 | Supernova Koprivnica             | Gospodarska                        | 1    | Koprivnica         |
| 64835 | Petrol Đurđevac                  | Grada Vukovara                     | 9    | Đurđevac           |
| 64902 | INA Krapina                      | Ulica Antuna Mihanovića            | 51   | Krapina            |
| 64921 | Pošta Zabok                      | Matije Gupca                       | 19   | Zabok              |
| 64924 | Petrol Veliko Trgovišće          | Stubička cesta                     | 2    | Veliko Trgovišće   |
| 65245 | Petrol Poreč                     | Kosinožići                         | 60   | Rijeka             |
| 65123 | Pevex Kukuljanovo                | Kukuljanovo                        | 361  | Rijeka             |
| 65105 | INA Škurinje                     | Osječka                            | 74b  | Rijeka             |
| 65106 | Pevex Škurinje                   | Škurinjska cesta                   | 9b   | Rijeka             |
| 65104 | Plodine Kostrena                 | Vrh Martinšćice                    | 69d  | Rijeka             |
| 65122 | Lidl Kukuljanovo                 | Kukuljanovo                        | 348  | Rijeka             |
| 65120 | Lidl Viškovo                     | Furićevo                           | 23   | Viškovo            |
| 65130 | Lidl Delnice                     | Lujzinska cesta                    | 40   | Delnice            |
| 65150 | Lidl Krk                         | Stjepana Radića                    | 31   | Krk                |
| 65155 | Parking Zagazinjine              | Trg Zagazinjine                    | 2    | Mali Lošinj        |
| 65201 | Pošta Pazin                      | Matka Brajše Rašana                | 7a   | Pazin              |
| 65202 | Petrol Pazin                     | Istarskih narodnjaka               | 25   | Pazin              |
| 65214 | Pevex Pula                       | Industrijska                       | 15   | Pula               |
| 65216 | Max City                         | Stoja                              | 14a  | Pula               |
| 65212 | Lidl Pula                        | Proštinske bune                    | 20   | Pula               |
| 65215 | Plodine Medulin                  | Munida                             | 3    | Pula               |
| 65213 | Kcentar Šijana                   | Šijanska cesta                     | 1    | Pula               |
| 65221 | Kcentar Rovinj                   | Braće Božić                        | 4c   | Rovinj             |
| 65222 | INA Labin                        | Zelenice                           | 43   | Labin              |
| 65251 | Lidl Poreč                       | Mate Vlašića                       | 48   | Poreč              |
| 65244 | Pošta Poreč                      | Vukovarska                         | 17   | Poreč              |
| 65247 | Pošta Umag                       | Ulica 1. svibnja                   | 1    | Umag               |
| 65302 | INA Gospić                       | Budačka                            | 81   | Gospić             |
| 65322 | Pošta Otočac                     | Kralja Zvonimira                   | 23   | Otočac             |

## Zaklada Hrvatske pošte
Hrvatska pošta osnovala je Zakladu Hrvatske pošte kako bi djeci bez odgovarajuće roditeljske skrbi osigurala financijsku pomoć za lakši početak samostalnog života. Sponzori koje Hrvatska pošta nalazi za djecu, odričući se svoje provizije, na ime djece uplaćuju police životnog osiguranja. Taj se iznos štićenicima domova isplaćuje kao svojevrsna renta u trenutku napuštanja doma, kako bi mogli podmiriti osnove životne troškove do nalaska zaposlenja. Osnivanje Zaklade nastavak je humanitarnog projekta „Dobri ljudi djeci Hrvatske“, koji Hrvatska pošta provodi od 2009. godine.

## Vanjske poveznice
- Nagrade i priznanja
- HP – Hrvatska pošta d. d. Hrvatska tehnička enciklopedija, portal hrvatske tehničke baštine. LZMK

- HT muzej Hrvatska tehnička enciklopedija, portal hrvatske tehničke baštine. LZMK

Napomena: Ovaj tekst (ili jedan njegov dio) ili slika preuzet je sa službenih mrežnih stranica Hrvatske pošte. Vidi dopusnicu.
|  | Portal Hrvatske: pristup člancima s tematikom o Hrvatskoj |